# Fidena silvatica
Fidena silvatica är en tvåvingeart som först beskrevs av Brethes 1920.  Fidena silvatica ingår i släktet Fidena och familjen bromsar. Inga underarter finns listade i Catalogue of Life.